# Culinaria
Culinaria és un llibre de cuina catalana, espanyola i francesa, en castellà, del suís Josep Rondissoni, un cuiner que va ser professor de cuina a l'Institut de Cultura i Biblioteca Popular de la Dona, publicat per primera vegada el 1945 i reeditat els anys 1954, 1967, 1993, 2000. Conté receptes i menús econòmics per a la vida quotidiana i per a quedar bé quan hi ha convidats.
Les reedicions des de 1993 tenen una introducció de Manuel Vázquez Montalbán.